# Château de Carbonat
Le château de Carbonat, ou Carbonnat, est un château situé à Arpajon-sur-Cère dans le Cantal, dont les premières mentions remontent au XIIIe siècle. Tombé progressivement à l'état de ruines, il a été considérablement restauré au début du XXe siècle. Il servait autrefois à protéger l'entrée Nord-est du bassin d'Aurillac.

## Toponymie
Dans le Cantal, les lieux-dits Carbonnat ou Carbonat tireraient leur nom d'un carbonatum, indiquant des endroits où l'on faisait du charbon de bois.
Le nom est attesté sous plusieurs formes :
- 1232 : Carbonat (archives municipales d'Aurillac)
- 1465 : Carbonacum; Carbonaccum (obituaire de Notre-Dame d'Aurillac)
- 1522 : Carbonatum (minute Vigery, notaire à Aurillac)
- 1550 : Carbonhac (id. Guy de Veyssiera, notaire)
- 1610 : Carbonnac (aveu de J. de Pestels)
- 1624 : Caurbounat
- 1625 : Carbounat (état civil)
- 1671 : Carbonnat (nommé au prince de Monaco)

## Description
L'édifice a été reconstruit sur les ruines de l'ancien château au XXe siècle. 
Le château, délabré, a subi des modifications aux alentours de 1905, sous l'influence de la Belle époque.

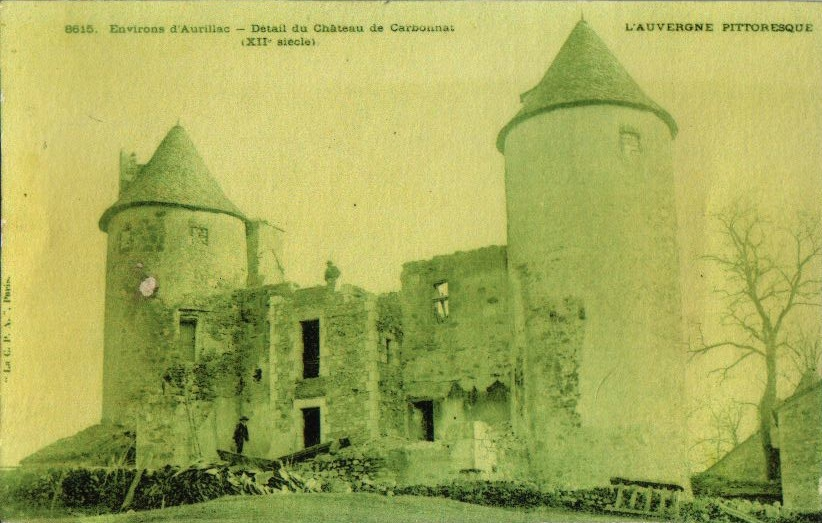
Château avant restauration

## Historique
Carbonnat était une terre dépendant de la seigneurie de Conros. Astorg d'Orlhac l'engagea en  1232 auprès de Géraud d'Auzolles, bourgeois d'Aurillac. 
Les terres environnantes furent vendues en 1308 à un riche bourgeois d'Aurillac, Géraud de Pouzols. C'est un de ses descendants, un autre Géraud de Pouzols, qui acheta des rentes de Delphine de La Tour, dame de Conros, et qui fit construire le premier château. 
D'autres avancent que le château était habité par Géraud de Pouzols dès 1295 .
Son fils Louis épousa Jeanne de Mont-Jou et fut père d'Antoine; celui fut anobli, et testa en 1464. 
En 1569, le sire de Carbonnat fut commissionné par le gouverneur d'Auvergne, Monsieur de Saint-Hérem, pour arrêter les entreprises des huguenots sur les villes de places fortes du pays, et les conserver à l'obéissance du roi, notamment en défendant le château de Carlat.
En 1577, il y eut, près de Carbonnat, un combat entre les catholiques et les huguenots, dans lequel fut tué Louis de Brezons. Celui-ci se solda par la retraite des huguenots.
La famille de Pouzols portait comme arme "D'azur, au lion rampant d'or, au chef cousu de gueules, chargé d'une fleur de lys d'or accosté de deux coquiles d'argent." 
Claude de Pouzols, seigneur de Carbonat avait des dettes ; dès le 17 août 1644, il cédait à Antoine de Passefons, conseiller au présidial d'Aurillac, tous ses droits féodaux sur le village de Gazars et La Sabatonnie (archive privée) ; la terre de Carbonat fut vendue sur décret en 1657, et adjugé à Charles de Montvallat, qui subroja en 1666 Henri de Saint-Martial, baron de Conros. Ce dernier le revendit en 1673  à Guy de Passefons, conseiller à la Cour des aides de Montauban. 
La famille de Passefons, devenue Passefons de Carbonat, a possédé le château pendant plus de 200 ans, jusqu'à la fin du XIXe siècle. 
- Guy de Passefons (1637-1701), fils de Pierre Passefons, hôtelier à Aurillac, et de Jeanne Sauvelle, fut conseiller au présidial d'Aurillac, puis à la Cour des aides de Montauban, puis subdélégué de l'Intendant d'Auvergne, achète Carbonnat en 1673; son fils aîné Joseph Passefons (1670-1726), conseiller au Présidial d'Aurillac, est condamné le 24 avril 1706 à 2 000 livres d'amende pour usurpation de noblesse; un de ses petits-fils :
- Pierre Passefons de Carbonnat (1720-1781), a été premier consul d'Aurillac. Une de ses filles, Marie-Françoise de Passefons de Carbonat a épousé en 1773 à Aurillac Jean-Baptiste Bô, docteur en médecine, futur conventionnel; un de ses fils :
- François Passefons de Carbonnat (1741-1814) est signataire de l'adresse à Louis XVIII, Roi de France et de Navarre, imprimé à Aurillac.

Carbonnat était, avant 1789, régi par le droit écrit. Siège d'une justice moyenne et basse, il ressort au bailliage d'Aurillac.
En 1930, Il est décrit comme "embelli, crépi et défiguré".